# 우라노스

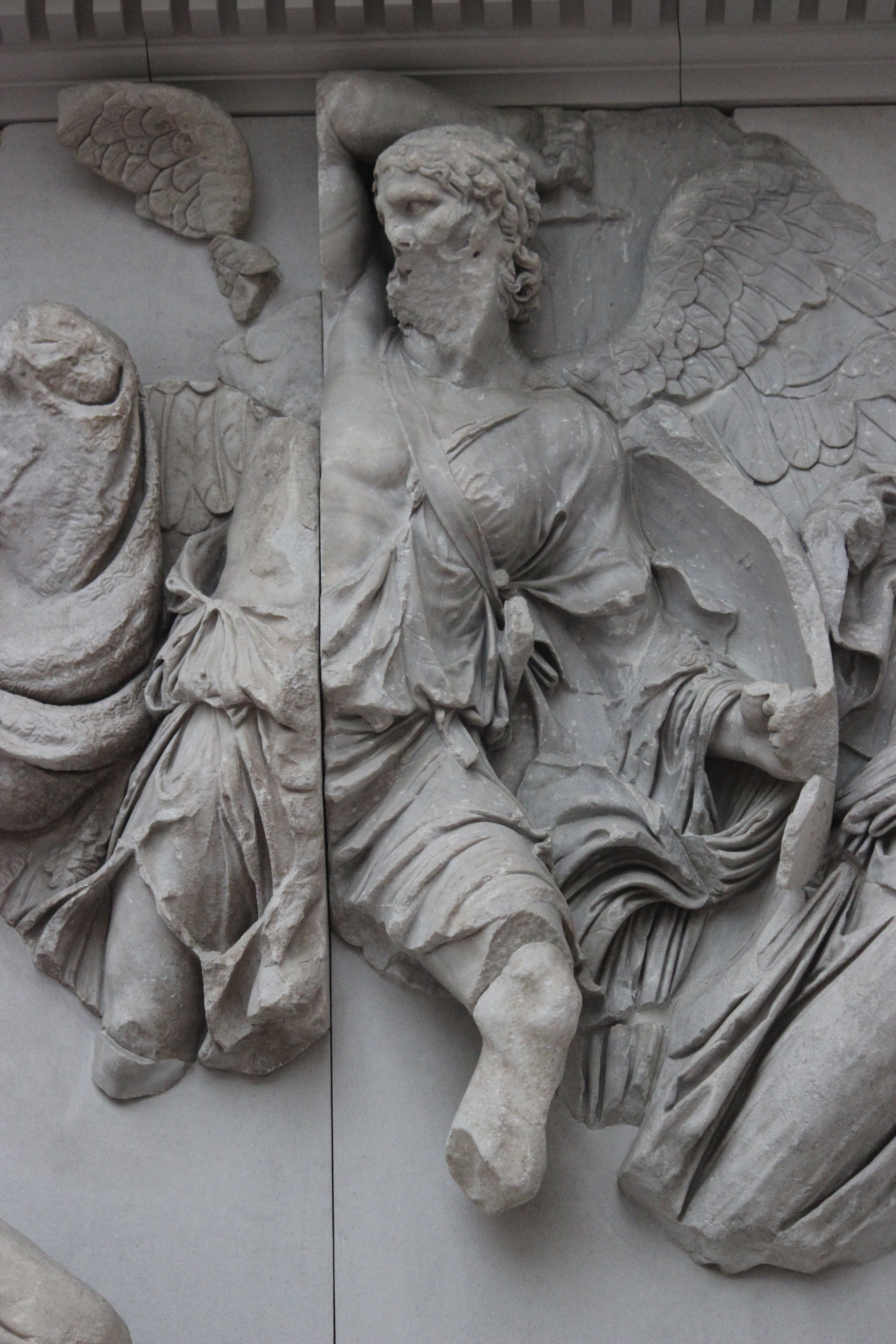
우라노스

우라노스(고대 그리스어: Οὐρανός Ouranos[*])는 그리스 신화의 1세대 하늘의 남신이다. 로마 신화의 카일루스(Caelus)에 해당한다. 카오스와 가이아의 아들이며 크로노스의 아버지이자 제우스의 할아버지이다. 

## 개요
가이아가 스스로 낳은 첫 번째 자식으로, 이후 가이아가 장남인 우라노스를 남편으로 맞이하며 가이아의 남편이 된다. 우라노스는 어머니인 가이아와 결혼한 후부터 그녀에게 매우 집착하였으며, 가이아는 계속 임신하고 자식들을 낳았지만 그럼에도 우라노스는 계속해서 가이아의 곁에 붙어서 떨어지려 하지 않았고 끈질기게 집착하였다. 가이아가 자식들을 출산할 때마다 우라노스는 사랑을 표하며 하늘에 올라가 황금빛 비를 쏟아 땅을 촉촉히 적셔주며 사랑을 표현하면, 가이아는 땅에 만물이 샘솟게 도와주면서 우라노스에게 보답하였다. 이 시기의 우라노스와 가이아는 부부 금슬이 좋았고, 점점 더 서로에 대한 사랑이 깊어졌다.
하지만 가이아가 키클롭스, 헤카톤케이르를 비롯한 괴물들을 낳으면서 우라노스와 가이아는 점차 반목하기 시작하고, 이렇게 흉측한 괴물들이 자신의 자식이라는 걸 수치스럽게 여긴 우라노스는 그들을 모두 타르타로스에 감금한다. 그리고는 아무 일도 없는 듯 예전처럼 가이아에게 끊임없이 집착하였다. 아무리 괴물이지만 자신의 자식들을 지하에 가두고 그러면서도 자신을 임신시키려는 우라노스에게 분노한 가이아는 복수를 다짐하고, 자신의 몸 속을 흐르는 광맥에서 낫을 만들어 우라노스를 거세할 계획을 세운다.
낫을 만든 가이아는 자식들을 불러 자신을 도와 아버지 우라노스에게 반란을 일으킨다면 1인자의 자리를 약속하였지만, 가이아의 말을 들은 자식들은 우라노스에 대한 두려움으로 선뜻 나서지 못하였다. 이렇게 아무도 나서지 않으려 할 때 막내인 크로노스가 가이아를 돕겠다고 나서고, 가이아는 기뻐하며 크로노스에게 자신의 낫을 넘겨주었다.
이제 크로노스는 어머니 가이아와 말을 맞춘 뒤 낫을 품고 침실에 숨어 아버지 우라노스가 가이아에게 다가오기만을 기다렸다. 밤이 되자 마침내 우라노스가 가이아를 향해 다가오더니 이내 그녀를 덮쳤다. 숨어있던 크로노스는 서둘러 뛰쳐나와 왼손으로 우라노스의 성기를 쥐고 오른손으로 낫을 휘둘러 자른 뒤 바다로 던져버렸다. 우라노스는 성기가 잘리자 고통을 참지 못하고 큰 비명을 지르면서 그 자리에 주저앉았다. 아들인 크로노스에게 거세당하면서 1인자에서 쫓겨나고 더 이상 가이아와 사랑을 나눌 수 없게 된 우라노스는 고통 속에서 많은 피를 흘리며 도망가서는 다신 가이아를 찾지 않았다.
우라노스가 흘린 피가 땅에 떨어지면서 기가스, 에리니에스, 멜리아데스가 탄생하였다. 한편 바다에 떨어진 우라노스의 성기에서 흘러나온 정액이 바닷물과 섞이면서 흰 거품이 일더니 그 자리에서 아프로디테가 태어났다. 이렇게 우라노스가 생식력을 잃으면서 그의 집권기도 끝나게 되고, 더 이상 하늘과 땅이 붙어있지 못하면서 하늘과 땅 사이엔 경계가 생겼다.
한편 가이아는 우라노스와 헤어진 후에도 그와 맺었던 성관계에 중독되어 한동안 외로움을 심하게 탔다고 한다. 이후 자신이 스스로 낳은 또 다른 아들인 폰토스에게 빠져들게 되고, 결국 욕망을 이기지 못한 채 폰토스를 유혹한 뒤 사랑을 나누어 자식들을 낳으면서 재혼한다.
이후 자식들을 낳을 때마다 계속 삼키는 남편 크로노스의 악행에 분노한 레아가 제우스를 출산할 때가 임박하자 우라노스를 찾아와 계책을 짜내 줄 것을 간청한다. 우라노스는 레아의 말을 기꺼이 들어주고 크로노스에게 일어나기로 예정된 모든 일들을 그녀에게 말해준 뒤로는 전혀 등장하지 않는다.
제우스의 탄생 이후 전혀 언급이 없지만 죽은 건 아니다. 비록 크로노스에게 거세당해 지배자의 자리에서 쫓겨났지만 그 후로도 전혀 죽지 않았으며, 단지 가이아와 멀리 떨어져 분리되었을 뿐이다. 다시 말하자면 고대 그리스인들은 우라노스와 가이아는 멀리 떨어져 별거하는 중이지 그들은 절대 이혼해서 남남인 사이가 아니하고 생각하였다.

## 부인 및 연인과 아이들
- 가이아
  - 티탄들
    - 아들: 오케아노스  ·  히페리온  ·  코이오스  ·  크로노스(제우스의 부친)  ·  크리오스  ·  이아페토스
    - 딸: 테티스  ·  테이아  ·  포이베  ·  레아(제우스의 모친)  ·  므네모시네  ·  테미스

  - 키클롭스
  - 헤카톤케이레스
  - 원조 무사이
    - 므네메
    - 멜레테
    - 아오이데

  - 디오네
- 자신의 양물의 피와 어머니 가이아의 땅과 결합하여 생긴 아이들
  - 기간테스
  - 에리니에스
  - 멜리아데스
  - 아프로디테

- 닉스
  - 리사 광기(狂氣)